# Kostromaer Rind
Das Kostromaer Rind (russisch Костромская порода крупного рогатого скота, transkribiert Kostromskaja poroda kruplowo rogatowo skota) ist eine Rinderrasse aus Russland und Belarus. Es handelt sich um eine Zweinutzungsrasse.

## Vorkommen
Das Kostromaer Rind wird vor allem in den Oblasten Iwanowo und Wladimir in Russland und Wizebsk und Mahiljou in Belarus gehalten. Außerdem kommen sie noch in Tatarstan und Mari El vor.

## Geschichte
Beginn der Zucht Ende des 19. Jahrhunderts in der Oblast Kostroma im Föderationskreis Zentralrussland in Russland. Grundstück für die Zucht bildeten die örtlichen Landrassen Miskow-Rind und Babajew-Rind. Die Rassen Jaroslawl, Cholmogory und Ayrshire wurden in die Miskow-Rinder eingekreuzt. In die Babajew-Rinder wurde Braunvieh eingekreuzt. Ab 1912 wurden Brown-Swiss-Bullen häufig mit Babajew-Kühen gekreuzt. 1920 wurde eine große Anzahl Babajew- und Swiss Brown-Rinder im Staatsbetrieb Karawajewo in der Oblast Kostroma gehalten, wo sie seit 1932 untereinander gekreuzt wurden. 1934 wurde die Kostromaer-Zuchtstation gegründet. 1944 wurde die Rasse offiziell anerkannt.

## Anzahl
1980 waren es 838.100 Tiere. Es existieren 7 Zuchtlinien.

## Charakteristika
- ähnlich Brown-Swiss
- Farbe: hellgrau mit gelbem oder blassgelbem Aalstrich
- langer Kopf, schmale Stirn
- gerader, breiter Rücken und Lende
- starke Konstitution, Härte, Langlebigkeit
- Milchleistung 3.900 bis 5.000 kg mit 3,7 bis 3,9 % Fett
- gute Fleischqualität